# Ахалшени (Цалкский муниципалитет)
Ахалшени (груз. ახალშენი, до 2010 года — Кариаки) — село в Грузии, на территории Цалкского муниципалитета края (мхаре) Квемо-Картли.

## География
Село находится в юго-восточной части Грузии, к северу от Цалкинского водохранилища, на расстоянии приблизительно 7 километров (по прямой) к северу от города Цалка, административного центра муниципалитета. Абсолютная высота — 1623 метра над уровнем моря.

## Население
По результатам официальной переписи населения 2014 года в Ахалшени проживало 439 человек (216 мужчин и 223 женщины). В национальной структуре населения грузины составляли 96,4 %.
| Год  | Население, человек |
| ---- | ------------------ |
| 2002 | 152                |
| 2014 | ↗ 439              |